# Mierzączka Mała
Mierzączka Mała – część wsi Drzewociny w Polsce, położona w województwie łódzkim, w powiecie pabianickim, w gminie Dłutów.
W latach 1933–1953 stanowiła odrębną gromadę w gminie Dłutów.
W latach 1975–1998 miejscowość administracyjnie należała do województwa piotrkowskiego.